# OZM

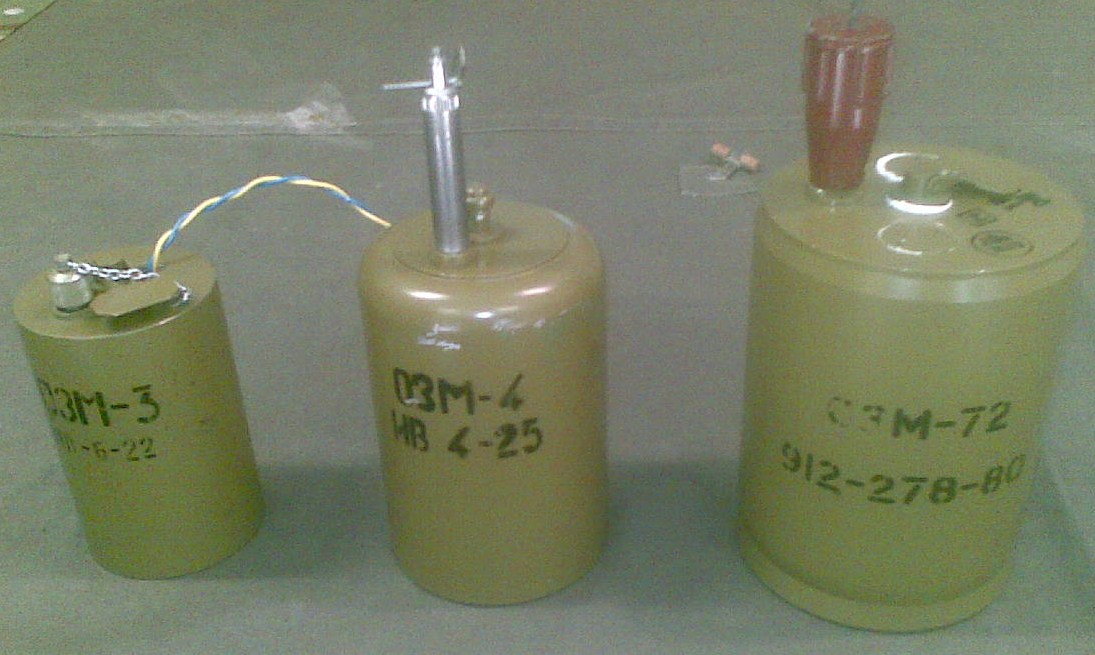
Mines antipersonnel OZM-3, -4 et -72 armées

Les mines antipersonnel OZM-3, OZM-4 et OZM-72 sont des mines de type bondissante de fabrication soviétique. Dans les armées russes et d’autres armées post-soviétiques, cette mine à fragmentation est officieusement appelée « mine grenouille » ou « sorcière ».
Elles sont normalement peintes en vert olive et munies d’une bobine de fil de déclenchement et de deux piquets (en bois ou en métal) peints en vert pour fixer les fils de déclenchement. L’OZM-3 et l’OZM-4 ont toutes deux des corps de fragmentation en fonte, tandis que l’OZM-72 contient des fragments d’acier préformés. Toutes les trois sont livrées avec des puits de mise à feu vides, de sorte qu’une variété d’options de mise à feu sont possibles.

## Usage en opérations
Les mines peuvent être activées par une grande variété de fusées, y compris des fusées électroniques ou à commande à distance, bien qu’elles soient le plus souvent équipées d’un interrupteur de piège MUV qui est activé par un fil-piège.
Lors de la mise à feu, la plaque de base métallique reste dans le sol, tandis que le corps de la mine est projeté vers le haut par une petite charge de propulsion, mais reste attaché à un fil d’attache solide. Lorsque l’extrémité de l’attache est atteinte, à une hauteur d’environ 50 cm, la charge principale explose et disperse sur une large zone des fragments de l’enveloppe.
La mine OZM peut parfois être posée directement au-dessus d’une mine MS-3. Le MS-3 est un dispositif anti-manipulation qui ressemble beaucoup à une mine PMN, sauf qu’il a un « blister » sur le dessus et fonctionne uniquement comme un piège à libération de pression. Soulever une mine OZM, sans mettre en sécurité le MS-3 placé en dessous, déclenchera la détonation.

## Variantes

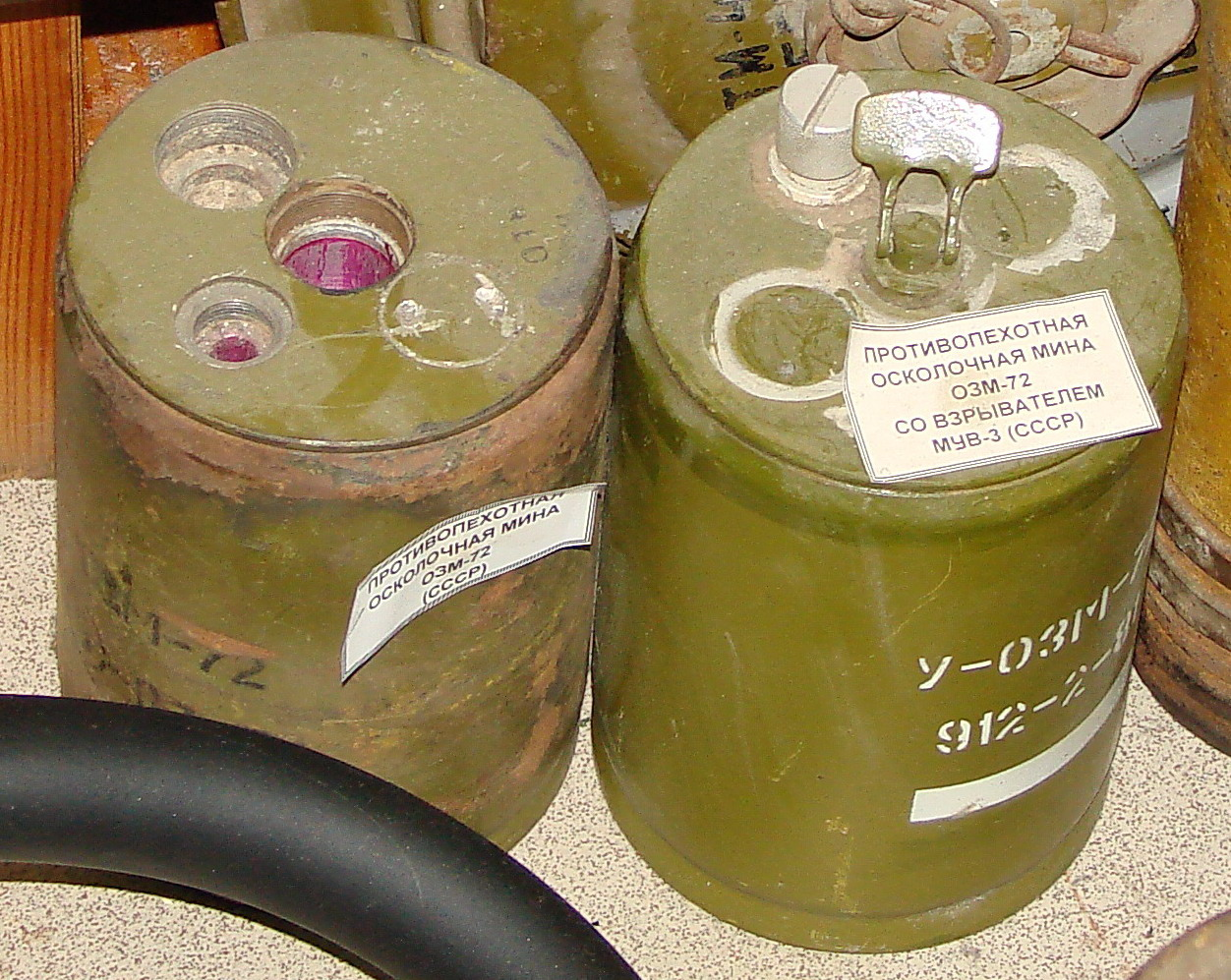
Mines antipersonnel soviétiques OZM-72, sans et avec fusée

### OZM-3
- Matériau de l’enveloppe : fonte
- Poids : 3,2 kg
- Charge de fragmentation (TNT) : 75 grammes
- Diamètre du boîtier : 76 mm
- Hauteur de l’enveloppe : 130 mm
- Longueur de la cible du capteur (unidirectionnel) : 5 mètres
- Sensibilité du capteur	: 0,5 à 1 kg
- Rayon de destruction létale garanti : 9 mètres
- Plage de température d’utilisation : -40° à +50° C[1]

### OZM-4
- Matériau de l’enveloppe : fonte
- Poids : 5,4 kg
- Charge de fragmentation (TNT) : 170 grammes
- Diamètre du boîtier : 90 mm
- Hauteur de l’enveloppe : 170 mm
- Longueur de la cible du capteur (unidirectionnel) : 10 mètres
- Sensibilité du capteur	: 0,5 à 1 kg
- Rayon de destruction létale garanti : 13 mètres
- Plage de température d’utilisation : -40° à +50° C[2]

### OZM-72
- Matériau de l’enveloppe : acier
- Poids : 5 kg
- Charge de fragmentation (TNT) : 660 grammes
- Diamètre du boîtier : 108 mm
- Hauteur de l’enveloppe : 172 mm
- Sensibilité du capteur : 1,5 à 6 kg avec fusée MUV-3
- Rayon de destruction létale garanti : 25 mètres
- Rayon des fragments : 50 mètres
- Plage de température d’utilisation : -40° à +50° C
- Nombre de fragments d’acier préformés : 2400 pièces[3]

## Régime international
Depuis le Traité d'Ottawa, un certain nombre de pays ont décidé de conserver leurs mines OZM, mais de les convertir à la détonation commandée uniquement, en détruisant toutes les fusées qui peuvent être activées sans discernement, potentiellement par des non-combattants ou des animaux. La Biélorussie, en particulier, a décidé de conserver 200 000 OZM-72.